# Offensive des Cent Régiments
Guerre sino-japonaise (1937-1945)
Batailles
Seconde Guerre mondiale : batailles de la Guerre sino-japonaise
- Incident du pont Marco-Polo
- Shanghai
- Taiyuan
- Xinkou
- Pingxingguan
- Taierzhuang
- Xuzhou
- Nankin
  - bataille
  - massacre
- lac Khassan
- Wuhan
- Nanchang
- Khalkhin Gol
- Suixian-Zaoyang
- Changsha (1re)
- Guangxi
- Henan
- Zaoyang-Yichang
- Cent Régiments
- Shanggao
- Sud-Shanxi
- Changsha (2e)
- Pacification du Mandchoukouo
- Changsha (3e)
- Hubei
- Changde
- Ichi-Go
- Changsha (4e)
- Guilin-Liuzhou
- Reconquête chinoise

Guerre du Pacifique
Front d'Europe de l'ouest
Front d'Europe de l'est
Campagnes d'Afrique, du Moyen-Orient et de Méditerranée
Bataille de l'Atlantique
Théâtre américain
L’offensive des Cent Régiments (百團大戰) désigne un ensemble d'attaques de la 8e armée de route commandée par des officiers membres du Parti communiste chinois contre l'Armée impériale du Japon, durant la guerre sino-japonaise.
Les communistes chinois, par cette offensive, contre-attaquaient à la suite de nombreuses opérations de répression lancées contre eux par les Japonais et par le gouvernement collaborateur de Nankin. Les troupes du Parti communiste, intégrées depuis 1937 à l'armée nationale révolutionnaire au sein du deuxième front uni, étaient plus habituées à mener des opérations de guérilla. Par cette opération ambitieuse employant des forces militaires conventionnelles, les communistes affirmaient ainsi leur importance par rapport au Kuomintang dans la lutte contre l'occupant japonais, alors même que les troupes nationalistes sortaient affaiblies de la bataille de Zaoyang-Yichang.
La première partie de l'offensive impliqua notamment une série d'attaques contre les voies de communication japonaises, infligeant des dégâts à la logistique de l'armée impériale : les communistes parvinrent notamment à détruire plusieurs centaines de kilomètres de voies ferrées. En septembre, dans la deuxième partie de l'offensive, les troupes communistes affrontèrent directement les soldats japonais. Cette seconde phase fut moins heureuse sur le plan stratégique : les pertes essuyées du côté chinois furent relativement importantes, et l'offensive amena les Japonais à intensifier leurs opérations de répression contre les communistes à partir de la fin 1940.

## Conséquences
En 1941 et 1942, les Japonais pratiquèrent d'importantes opérations de représailles anti-communistes dans le cadre de leur politique de terre brûlée désignée sous le nom de Sankō sakusen, ce qui aurait amputé les effectifs communistes d'environ 100 000 hommes, tout en frappant très durement les populations civiles.
Malgré les succès rencontrés pour plusieurs objectifs, l'opération fut considérée comme trop coûteuse en vies humaines par les chefs communistes qui, face aux très lourds dommages causés ensuite à leurs troupes par les représailles japonaises, préférèrent par la suite revenir à des tactiques de guérilla jusqu'à la fin du conflit.
Mao Zedong fut en outre mécontent que Peng Dehuai, en menant cette opération, ait révélé au Kuomintang les effectifs des forces armées communistes. Plus tard, pendant la révolution culturelle, il usa notamment de ce prétexte pour obtenir l'élimination de Peng Dehuai.